# جام طلایی کونکاکاف ۲۰۲۱
جام طلایی کونکاکاف ۲۰۲۱ شانزدهمین دورهٔ جام طلایی کونکاکاف است که از ۱۰ ژوئیه تا ۱ اوت به میزبانی ایالات متحدهٔ آمریکا برگزار می‌شود.
مکزیک مدافع عنوان قهرمانی است و برای نخستین بار از کمک داور ویدئویی (VAR) در این دوره از جام طلایی کونکاکاف استفاده می‌شود.

## تیم‌های حاضر
دوازده تیم مستقیماً از طریق لیگ ملت‌های کونکاکاف ۲۰۱۹–۲۰ صعود کردند. این تیم‌ها چهار برندهٔ گروه لیگ A، چهار نایب قهرمان گروه A لیگ و چهار برندهٔ گروه لیگ B بودند.

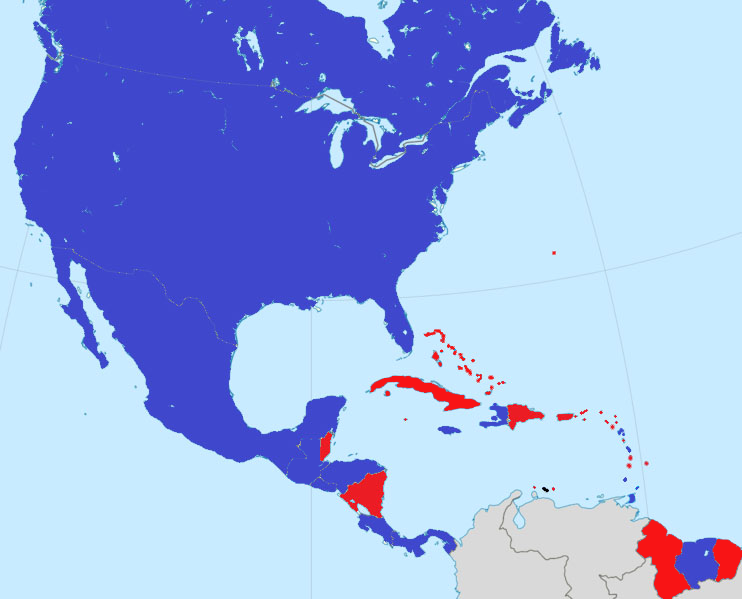

افزون بر این، دوازده تیم به مسابقات مقدماتی جام طلایی کونکاکاف ۲۰۲۱ نیز وارد شدند، این نتایج نیز براساس نتایج لیگ ملت‌های کونکاکاف ۲۰۱۹–۲۰ انجام شد. این تیم‌ها چهار تیم گروه سوم گروه A لیگ، چهار نایب قهرمان گروه B و چهار برندهٔ گروه لیگ C بودند.
در قالب اصلی همان‌طور که در سپتامبر ۲۰۱۹ اعلام شد، چهار تیم باید از GCQ خارج شوند. با این حال، در سپتامبر ۲۰۲۰، کونکاکاف اعلام کرد که قهرمان جام ملت‌های آسیا ۲۰۱۹ و میزبان جام جهانی فوتبال ۲۰۲۲ یعنی قطر به عنوان میهمان در مسابقات ۲۰۲۱ و ۲۰۲۳ حضور دارد. در نتیجه، فقط سه تیم از طریق مسابقات مقدماتی به دورهٔ ۲۰۲۱ راه یافتند.
در ۹ ژوئیهٔ ۲۰۲۱، کونکاکاف اعلام کرد که کوراسائو به دلیل تعداد زیاد موارد ابتلا به کووید ۱۹ در تیم، در مسابقات شرکت نخواهد کرد. گواتمالا که رتبهٔ بعدی را در مسابقات مقدماتی کسب کرده‌بود جایگزین آن‌ها در گروه A شد.

## ورزشگاه‌ها
در ۱۳ آوریل ۲۰۲۱, اعلام کرد که مسابقهٔ فینال در ۱ اوت ۲۰۲۱ در ورزشگاه الیجنت در پارادایس، ایالات متحده آمریکا. برگزار خواهد شد. به تاریخ ۲۲ آوریل، کونکاکاف تأیید کرد که مسابقات در ۸ شهر ایالات متحدهٔ آمریکا برگزار می‌شوند.
| دالاس                          | آرلینگتون، تگزاس (Dallas/Fort Worth area)                             | هیوستون                                                               | هیوستون                               |
| ------------------------------ | --------------------------------------------------------------------- | --------------------------------------------------------------------- | ------------------------------------- |
| Cotton Bowl                    | ورزشگاه ای تی اند تی                                                  | ورزشگاه رلاینت                                                        | ورزشگاه بی‌بی‌وی‌ای کامپس                |
| گنجایش: ۹۲٬۱۰۰                 | گنجایش: ۸۰٬۰۰۰                                                        | گنجایش: ۷۱٬۷۹۵                                                        | گنجایش: ۲۲٬۰۳۹                        |
|                                |                                                                       |                                                                       |                                       |
| گلندیل، آریزونا (Phoenix area) | OrlandoGlendaleKansas CityArlingtonFriscoدالاسAustinParadiseهیوستون · | OrlandoGlendaleKansas CityArlingtonFriscoدالاسAustinParadiseهیوستون · | پارادایس، نوادا (لاس وگاس area)       |
| ورزشگاه دانشگاه فینکس          | OrlandoGlendaleKansas CityArlingtonFriscoدالاسAustinParadiseهیوستون · | OrlandoGlendaleKansas CityArlingtonFriscoدالاسAustinParadiseهیوستون · | ورزشگاه الیجنت                        |
| گنجایش: ۶۳٬۴۰۰                 | OrlandoGlendaleKansas CityArlingtonFriscoدالاسAustinParadiseهیوستون · | OrlandoGlendaleKansas CityArlingtonFriscoدالاسAustinParadiseهیوستون · | گنجایش: ۶۱٬۰۰۰                        |
|                                | OrlandoGlendaleKansas CityArlingtonFriscoدالاسAustinParadiseهیوستون · | OrlandoGlendaleKansas CityArlingtonFriscoدالاسAustinParadiseهیوستون · |                                       |
| Orlando                        | آستین، تگزاس                                                          | فریسکو، تگزاس (Dallas/Fort Worth area)                                | کانزاس‌سیتی، کانزاس (Kansas City area) |
| ورزشگاه اورلاندو سیتی          | Q2 Stadium                                                            | Toyota Stadium                                                        | ورزشگاه چیلدرنز مرسی                  |
| گنجایش: ۲۵٬۵۰۰                 | گنجایش: ۲۰٬۵۰۰                                                        | گنجایش: ۲۰٬۵۰۰                                                        | گنجایش: ۱۸٬۴۶۷                        |
|                                |                                                                       |                                                                       |                                       |

## قرعه کشی نهایی
قرعه کشی مرحلهٔ گروهی در میامی در ۲۸ سپتامبر ۲۰۲۰، ساعت ۲۰:۰۰ EDT (UTC−۴) همراه با قرعه‌کشی برای دور مقدماتی جام طلایی ۲۰۲۱ انجام شد. این اولین قرعه‌کشی مرحلهٔ گروهی برای جام طلایی بود. تیم‌ها براساس رنکینگ کونکاکاف در اوت ۲۰۲۰ به چهار گلدان تقسیم شدند. چهار تیم گلدان ۱ به‌طور خودکار سرگروه شدند، مکزیک در گروه A، ایالات متحده در گروه B، کاستاریکا در گروه C و هندوراس در گروه D. قطر در گلدان ۴ قرار گرفت و از قبل به گروه D راه یافت.

### سیدبندی
در زیر اطلاعات سیدها براساس رتبه‌بندی اوت ۲۰۲۰ کونکاکاف آمده‌است:
| تیم                 | رتبه |
| ------------------- | ---- |
| مکزیک               | ۱    |
| ایالات متحده آمریکا | ۲    |
| کاستاریکا           | ۳    |
| هندوراس             | ۴    |

| تیم        | رتبه |
| ---------- | ---- |
| جامائیکا   | ۵    |
| کانادا     | ۶    |
| پاناما     | ۸    |
| السالوادور | ۱۰   |

| تیم      | رتبه |
| -------- | ---- |
| مارتینیک | ۱۱   |
| کوراسائو | ۱۳   |
| سورینام  | ۱۵   |
| گرنادا   | ۲۰   |

| تیم             | رتبه |
| --------------- | ---- |
| Prelim winner 7 | —    |
| Prelim winner 8 | —    |
| Prelim winner 9 | —    |
| قطر             | —    |

### گروه‌بندی
| Pos | تیم               |
| --- | ----------------- |
| A1  | مکزیک             |
| A2  | السالوادور        |
| A3  | کوراسائو          |
| A4  | ترینیداد و توباگو |

| Pos | تیم                 |
| --- | ------------------- |
| B1  | ایالات متحده آمریکا |
| B2  | کانادا              |
| B3  | مارتینیک            |
| B4  | هائیتی              |

| Pos | تیم           |
| --- | ------------- |
| C1  | کاستاریکا     |
| C2  | جامائیکا      |
| C3  | سورینام       |
| C4  | جزیره گوادلوپ |

| Pos | تیم     |
| --- | ------- |
| D1  | هندوراس |
| D2  | پاناما  |
| D3  | گرنادا  |
| D4  | قطر     |